# Ectreposebastes
 Ectreposebastes  ist eine Gattung im Meer lebender Knochenfische in der Familie der Drachenköpfe.

## Merkmale
Lebende Ectreposebastes haben einen sehr weichen Körper. Die maximale Standardlänge von Ectreposebastes imus wird mit 18 Zentimeter angegeben, ein von Paulin untersuchtes Exemplar von Ectreposebastes niger maß 14,5 Zentimeter. Sie sind hochrückiger als die anderen Gattungen der Familie, die Körperhöhe ist 37 % bis 52 % der Standardlänge. Die Schwimmblase fehlt oder ist stark reduziert. Gewöhnlich wird die Afterflosse (Anale) von 3 Stachelstrahlen und 6 Weichstrahlen gestützt. Die Brustflossen (Pectorale) haben 18 bis 20 Flossenstrahlen.

## Verbreitung
Ectreposebastes imus ist in den gemäßigten und tropischen Gewässern des Atlantischen Ozeans, des Indischen Ozeans und des Pazifischen Ozeans verbreitet. Im östlichen Atlantik kommt die Art vor dem tropischen westlichen Afrika, im westlichen Atlantik von Kanada bis zum Golf von Mexiko und bis Suriname vor. Ectreposebastes niger ist im südwestlichen Pazifischen Ozean (Neuseeland und Australien) verbreitet.

## Lebensraum
Nach Eschmeyer und Collette ist Ectreposebastes imus von allen Skorpionfischen (Setarchidae galt als Unterfamilie) strukturell am besten an das Leben im Mittelwasser angepasst. Die meisten Tiere für ihre Untersuchungen wurden in Tiefen von 500 bis 800 m gefangen, die Meerestiefe betrug 915 beziehungsweise 1800 bis 2400 m. Eine Untersuchung des Mageninhaltes zeigte, dass Ectreposebastes imus seine Nahrung (gefunden wurden Teile von Krebstieren, ein Flohkrebs und Mittelwasser-Garnelen) nicht vom Meeresgrund nimmt. Tatsuta et al. geben eine generelle Tiefe von 150 bis 2.000 m an. Von den beiden von Paulin untersuchten Exemplaren von Ectreposebastes niger wurde das größere Tier in 215 bis 255 m Tiefe über einer Meerestiefe von 1100 m und das kleinere Tier in 397 m Tiefe, die Meerestiefe lag über dem Bereich des Echolotes (1700 m), gefangen.

## Taxonomie und Systematik
Die Gattung Ectreposebastes wurde 1899 von Samuel Garman mit Ectreposebastes imus als einzige Art und damit monotypisch erstellt. Die von Fourmanoir als Pontinus niger erstbeschriebene Art wurde zu Unrecht von Collette und Uyeno (1972) mit Ectreposebastes imus synonymisiert. Eschmeyer und Randall (1975) zeigten, dass es sich bei Ectrepsebastes niger aufgrund der großen Schuppen und da die Brustflossen nicht die Mitte der Afterflossenbasis erreichen, um eine eigene Art handelt.
Zurzeit umfasst die Gattung zwei Arten:
- Ectreposebastes imus Garman, 1899
- Ectreposebastes niger (Fourmanoir, 1971)